# Dreilinden-Gymnasium
Das Dreilinden-Gymnasium ist ein Gymnasium im Berliner Ortsteil Nikolassee und führt die Schüler von der 7. bis zur 12. Jahrgangsstufe.

## Geschichte
Am 21. April 1939 wurde der Unterrichtsbetrieb aufgenommen und im Februar 1941 das erste Abitur abgenommen. Der Schulbetrieb wurde 1942 aufgrund der fortschreitenden Bombardierungen Berlins bereits wieder eingestellt. Die Schule wurde zunächst von der Heeresverwaltung genutzt. Schließlich diente das Gebäude als das zentrale Zahnlabor der deutschen Wehrmacht. Dies führte dazu, dass nach Kriegsende viele Zahnärzte ihre dort zurückgelassenen Materialien wieder an sich nahmen. Trotz Wiederaufnahme des Schulbetriebs war im Erdgeschoss eine Wachstation der sowjetischen Besatzungsmacht untergebracht. Als die US-amerikanischen Truppen in Berlin einrückten, wurde diese Wachstation aufgelöst und die Schule wurde zur Unterbringung von US-Soldaten in Anspruch genommen. Während des Zweiten Weltkriegs war die Schule in dunkelgrüner Tarnfarbe gestrichen. Dieser Zustand blieb bis mindestens 1955 bestehen.
Im Winter 1947/48 war kein Heizmaterial für die Zentralheizung verfügbar. Aus diesem Grund bekam jeder Klassenraum einen eigenen Kanonenofen. Das Brennmaterial für die Öfen musste von den Schülern bereitgestellt werden. Am 25. April 1952 (Tag des Baumes) wurden drei Linden im Schulhof gepflanzt. Zwischen dem 8. und 17. Juli 1953 wurde der Luftschutzbunker abgerissen. Er befand sich an der Stelle des heutigen Eingangs der benachbarten Grundschule.
Das Dreilinden-Gymnasium empfing am 22. November 2016 den US-Botschafter John B. Emerson, der sich in einem Interview zu dem Wahlsieg von Donald Trump kritisch äußerte.

## Schulprofil
Das Gymnasium bietet einen bilingualen und naturwissenschaftlichen Zweig. Im bilingualen Zweig wird vermehrt Englisch unterrichtet; teilweise werden auch die Fächer Geographie, Geschichte, Biologie und Politische Wissenschaft in englischer Sprache abgehalten. Im mathematisch-naturwissenschaftlichen Schwerpunkt erfolgt verstärkter Mathematik-Unterricht sowie eine Unterrichtsstundenerhöhung in den Naturwissenschaften Physik, Chemie und Biologie.
Ab der 7. Klasse wird eine zweite Fremdsprache unterrichtet (Spanisch oder Französisch). In der 8. Klasse besteht die Möglichkeit, eine weitere Sprache zu erlernen: entweder Spanisch, Französisch oder Latein.
Zum Schuljahresende 2016 wurde das Dreilinden-Gymnasium als eine von sechs Schulen deutschlandweit für seine „vorbildliche Willkommenskultur“ ausgezeichnet. Das Gymnasium hatte zuvor Willkommensschüler aus Afghanistan, Syrien, Iran, Ägypten, Palästina, Rumänien, Kambodscha, Irak und Bulgarien angenommen. Den Preis überreichte Ina Czyborra (SPD), Mitglied des Berliner Abgeordnetenhauses. 36 Willkommensschüler im Dreilinden-Gymnasium haben am letzten Schultag wie alle anderen Schüler ihr Abschlusszeugnis erhalten.

## Gebäude
Hauptgebäude

Der Grundstein wurde am 30. März 1938 gelegt. Die Nutzung erfolgte ab dem 21. April 1939. Das Gebäude ist als ein Berliner Kulturdenkmal geschützt.
Sternbau

Da das Hauptgebäude vor 1989 als Grund- und Oberschule diente, wurde der Sternbau als Erweiterungsbau errichtet. Das Richtfest für das Gebäude wurde am 3. Juni 1970 gefeiert. Die Grundinstandsetzung des Gebäudes wurde in den Jahren 1987/1988 durchgeführt, der Sportplatz wurde 1997/1998 instand gesetzt. Eine Schulhofsanierung wurde 2018 durchgeführt.
Mensa

Das Gebäude der heutigen Mensa wurde an der ursprünglichen Stelle der Gymnastikhalle der Schule errichtet.

## Bekannte Schüler
- Sabine Ludwig (* 1954), Schriftstellerin und Übersetzerin
- Dietrich Fischer-Dieskau (1925–2012), Sänger (Bariton), Dirigent, Maler, Musikschriftsteller und Rezitator
- Albrecht Roeseler (1930–1994), Geiger, Musikwissenschaftler und Journalist